# Karin Ann
Karin Ann Trabelssie (ur. 10 maja 2002 w Czadcy) – słowacka piosenkarka popowa i autorka tekstów pochodzenia czeskiego.
Współpracuje z takimi producentami jak Tomi Popovič (głównie znany ze współpracy ze słowackim raperem Rytmusem) czy Matt Schwartz (producent Yungbluda).

## Życiorys
Urodziła się 10 maja 2002 roku w Czadcy na Słowacji.
21 września 2020 roku wydany został jej singel „3AM”, dzięki któremu uzyskała znaczną rozpoznawalność w kraju, a piosence udało się dotrzeć na 54. miejsce oficjalnej czeskiej listy notowań Rádio – Top 100.
„The New York Times” określił wokalistkę głosem pokolenia Z w Czechach i na Słowacji.
W 2020 i 2021 roku wystąpiła jako support podczas trasy koncertowej NoSory Tour polskiej piosenkarki Sanah.
W maju 2021 wydała swoją pierwszą EP’kę.
W sierpniu 2021 została pierwszą słowacką ambasadorką kampanii EQUAL serwisu streamingowowego Spotify, dzięki czemu jej singel „In company” był promowany na Times Square w Nowym Jorku.
Na przestrzeni lat występowała jako support amerykańskich artystów takich jak Imagine Dragons, LP i My Chemical Romance i brytyjskiego piosenkarza Yungbluda.

## Życie prywatne
Do 2022 mieszkała w Żylinie na Słowacji. W 2022 przeprowadziła się do Londynu, stolicy Wielkiej Brytanii.
Jest sojuszniczką społeczności LGBT i ją aktywnie wspiera, co często podkreśla w wywiadach, piosenkach i teledyskach. Zrobiła to także, gdy występowała na żywo w polskim magazynie porannym Pytanie na śniadanie emitowanym w TVP2, gdzie podczas prezentacji utworu „Babyboy” wyciągnęła z kieszeni tęczową flagę, pokazała ją do kamery, a piosenkę zadedykowała społeczności LGBT, o czym było głośno w polskich, czeskich i niemieckich mediach.

## Dyskografia

### Albumy studyjne
| Rok  | Dane dot. albumu |
| ---- | --- |
| 2022 | Side Effects of Being Human - Wydany: 25 lutego 2022 - Wytwórnia: BrainZone - Format: digital download, media strumieniowe |

### Minialbumy
| Rok  | Dane dot. minialbumu                                                                                             |
| ---- | --- |
| 2021 | Lonely Together - Wydany: 26 maja 2021 - Wytwórnia: BrainZone - Format: CD, digital download, media strumieniowe |

### Single
| Rok                                                     | Tytuł                              | Najwyższe pozycje na listach | Najwyższe pozycje na listach | Najwyższe pozycje na listach | Najwyższe pozycje na listach | Najwyższe pozycje na listach | Najwyższe pozycje na listach | Najwyższe pozycje na listach | Najwyższe pozycje na listach | Najwyższe pozycje na listach | Najwyższe pozycje na listach | Najwyższe pozycje na listach | Najwyższe pozycje na listach | Najwyższe pozycje na listach | Najwyższe pozycje na listach | Najwyższe pozycje na listach | Najwyższe pozycje na listach | Album lub Minialbum         |
| Rok                                                     | Tytuł                              | Radio Top 50 SK              | Digital                      | Digital Top 50 SK            | Radio                        | Radio Top 50 CZ              | Apple Music                  | Deezer                       | Deezer                       | iTunes                       | iTunes                       | iTunes                       | iTunes                       | Spotify                      | Spotify                      | Spotify                      | Spotify Viral                | Album lub Minialbum         |
| Rok                                                     | Tytuł                              | SVK                          | SVK                          | SVK                          | CZE                          | CZE                          | SVK                          | CZE                          | CZE                          | SVK                          | CZE                          | IRL                          | POL                          | SVK                          | CZE                          | LUX                          | CZE                          | Album lub Minialbum         |
| ------------------------------------------------------- | ---------------------------------- | ---------------------------- | ---------------------------- | ---------------------------- | ---------------------------- | ---------------------------- | ---------------------------- | ---------------------------- | ---------------------------- | ---------------------------- | ---------------------------- | ---------------------------- | ---------------------------- | ---------------------------- | ---------------------------- | ---------------------------- | ---------------------------- | --------------------------- |
| 2020                                                    | „Ruky Preč” (oraz Majself)         | –                            | –                            | –                            | –                            | –                            | –                            | –                            | –                            | 18                           | –                            | –                            | –                            | –                            | –                            | –                            | –                            | –                           |
| 2020                                                    | „Zrkadlo”                          | –                            | –                            | –                            | –                            | –                            | –                            | –                            | –                            | 21                           | –                            | –                            | –                            | –                            | –                            | –                            | –                            | –                           |
| 2020                                                    | „Zavolaj Mi Zajtra”                | –                            | –                            | –                            | –                            | –                            | –                            | –                            | –                            | –                            | –                            | –                            | –                            | –                            | –                            | –                            | –                            | –                           |
| 2020                                                    | „3AM”                              | 12                           | –                            | –                            | 54                           | 15                           | –                            | –                            | –                            | –                            | 1                            | –                            | –                            | –                            | –                            | –                            | –                            | Lonely Together             |
| 2020                                                    | „Hlopuej svět” (oraz Benny Cristo) | –                            | –                            | –                            | –                            | –                            | –                            | –                            | 2                            | 7                            | –                            | –                            | –                            | –                            | –                            | –                            | 26                           | –                           |
| 2020                                                    | „I Yearn for Agony”                | –                            | –                            | –                            | –                            | –                            | –                            | –                            | –                            | –                            | –                            | –                            | –                            | –                            | –                            | –                            | –                            | Lonely Together             |
| 2021                                                    | „Babyboy”                          | 22                           | –                            | –                            | 56                           | 16                           | –                            | 42                           | 25                           | –                            | –                            | –                            | –                            | –                            | –                            | –                            | –                            | Lonely Together             |
| 2021                                                    | „Sociopathic” (oraz Macca Wiles)   | –                            | –                            | –                            | –                            | –                            | –                            | 70                           | –                            | 18                           | 39                           | –                            | –                            | –                            | –                            | –                            | –                            | Lonely Together             |
| 2021                                                    | „In Company”                       | –                            | –                            | –                            | –                            | –                            | –                            | 67                           | –                            | –                            | –                            | –                            | –                            | –                            | –                            | –                            | –                            | Side Effects of Being Human |
| 2021                                                    | „I’m a Loser”                      | 10                           | 40                           | 20                           | –                            | –                            | –                            | –                            | –                            | –                            | –                            | –                            | 47                           | 8                            | 141                          | –                            | –                            | Side Effects of Being Human |
| 2021                                                    | „We’re friends, right?”            | 21                           | 30                           | 16                           | 72                           | 27                           | –                            | 70                           | –                            | –                            | 23                           | –                            | –                            | 5                            | 81                           | 41                           | –                            | Side Effects of Being Human |
| 2022                                                    | „Looking at Porn”                  | –                            | 19                           | 9                            | –                            | –                            | –                            | –                            | –                            | –                            | –                            | –                            | –                            | 3                            | 53                           | 29                           | –                            | Side Effects of Being Human |
| 2022                                                    | „You Make Me Miserable”            | –                            | –                            | –                            | –                            | –                            | –                            | –                            | –                            | 25                           | –                            | –                            | –                            | –                            | –                            | –                            | –                            | –                           |
| 2022                                                    | „Poison Apple”                     | –                            | –                            | –                            | –                            | –                            | –                            | –                            | –                            | –                            | –                            | –                            | –                            | –                            | –                            | –                            | –                            | –                           |
| 2023                                                    | „For a Moment”                     | –                            | –                            | –                            | –                            | –                            | –                            | –                            | –                            | –                            | –                            | –                            | –                            | –                            | –                            | –                            | –                            | –                           |
| 2023                                                    | „If I Fall for You”                | –                            | –                            | –                            | –                            | –                            | –                            | –                            | –                            | –                            | –                            | 34                           | –                            | –                            | –                            | –                            | –                            | –                           |
| „–” oznacza że singel nie był notowany na danej liście. |                                    |                              |                              |                              |                              |                              |                              |                              |                              |                              |                              |                              |                              |                              |                              |                              |                              |                             |

### Single promocyjne
| Rok                                                     | Tytuł                                       | Najwyższa pozycja na liście | Album lub Minialbum |
| Rok                                                     | Tytuł                                       | Deezer                      | Album lub Minialbum |
| Rok                                                     | Tytuł                                       | CZE                         | Album lub Minialbum |
| ------------------------------------------------------- | ------------------------------------------- | --------------------------- | ------------------- |
| 2020                                                    | „3AM” (Live Acoustic Version)               | –                           | –                   |
| 2020                                                    | „I Yearn for Agony” (Live Acoustic Version) | –                           | –                   |
| 2021                                                    | „Babyboy” (Live Acoustic Version)           | 65                          | –                   |
| 2021                                                    | „Reflection” (Live Acoustic Version)        | –                           | –                   |
| „–” oznacza że singel nie był notowany na danej liście. |                                             |                             |                     |

### Inne notowane utwory
| Rok  | Tytuł       | Najwyższe pozycje na listach | Najwyższe pozycje na listach | Najwyższe pozycje na listach | Album lub Minialbum         |
| Rok  | Tytuł       | iTunes                       | iTunes                       | Spotify                      | Album lub Minialbum         |
| Rok  | Tytuł       | SVK                          | POL                          | SVK                          | Album lub Minialbum         |
| ---- | ----------- | ---------------------------- | ---------------------------- | ---------------------------- | --------------------------- |
| 2022 | „Almost 20” | 7                            | 48                           | 50                           | Side Effects of Being Human |

## Nagrody i nominacje
| Rok  | Konkurs                         | Kategoria             | Nominowana praca | Rezultat  | Źr.    |
| ---- | ------------------------------- | --------------------- | ---------------- | --------- | ------ |
| 2020 | Zebrik Music Awards             | Objawienie roku       | Karin Ann        | Wygrana   | [ 74 ] |
| 2021 | Munich Music Video Awards       | Najlepszy teledysk    | „Babyboy”        | Wygrana   | [ 75 ] |
| 2021 | LA Music Video Awards           | Najlepszy teledysk    | „Babyboy”        | Nominacja | [ 76 ] |
| 2021 | LA Music Video Awards           | Najlepsza scenografia | „In Company”     | Wygrana   | [ 77 ] |
| 2021 | The Czech Republic Music Awards | Odkrycie roku         | Karin Ann        | Wygrana   | [ 78 ] |